# スリーブアンテナ
スリーブアンテナ（sleeve　antenna）は、無線通信用アンテナの一種である。主に超短波から極超短波において用いられる。

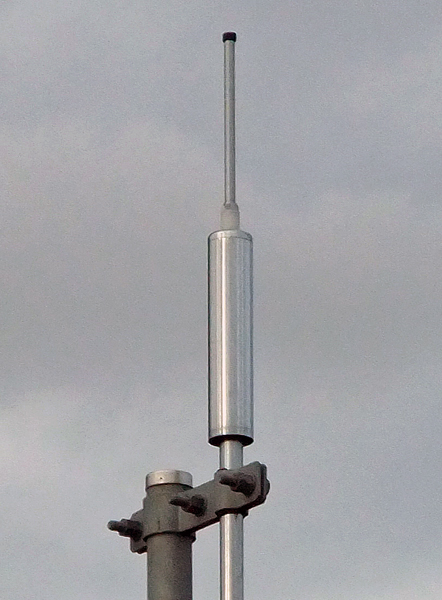
400MHz帯業務無線用スリーブアンテナ

構造は、上向きにした同軸ケーブルの先端を給電点として、そこから上方に向けて1/4波長の内部導線を露出させ、下方に向けて1/4波長の同軸円管（スリーブ）を外部導体の外側にかぶせたものである。同軸円管の上端は外部導体に接続する。
垂直に設置した状態で用いられ、水平面内には無指向性を有する。動作の特性はダイポールアンテナに類似している。また、ブラウンアンテナのラジアルを同軸円管に置き換えたアンテナであり、それと同じような用途に用いられる。自動車用のアンテナ（モービルアンテナ）では、車体を電気的に接続してアースとして用いることが多いが、それでは有効に機能しない場合に、スリーブアンテナの原理を用いてアースの働きを持たせることがある。150MHz帯消防無線のアンテナとして使われることが多い。
スリーブの内径と同軸ケーブル外部導体の外径の差が小さいと、スリーブから同軸ケーブル外部導体への漏洩電流が著しく大きくなり、共振しなくなる。その場合はチョークとしてスリーブをもう一段設ける。このようなスリーブアンテナは、自動車電話用トランクリッドアンテナとして使われている。
スリーブ部分を単に1本の棒状導体に置き換えたものをh型アンテナという。外観がアルファベット小文字のhに見えることからh型アンテナと呼ばれる。これも、150MHz帯消防無線のアンテナとして使われることが多い。また、構造が非常にシンプルであることから、PHSデジタルコードレス電話の家庭用親機や無線LANでの使用例もある。